# Gelb-Weiß Hamborn
Gelb-Weiß Hamborn (offiziell: Sportverein Gelb-Weiss Hamborn 1930 e. V.) ist ein Sportverein aus dem Duisburger Stadtteil Hamborn. Die erste Fußballmannschaft spielte zwei Jahre in der seinerzeit erstklassigen Gauliga Niederrhein.

## Geschichte
Der Verein wurde im Jahre 1930 als SV Bergbau Hamborn von Bergmännern der Zeche Friedrich Thyssen gegründet. Ab 1937 nannte sich der Verein WKG Bergbau 2/5 Hamborn, bevor der Verein im Jahre 1942 seinen heutigen Namen annahm. Gleich im ersten Jahr unter den heutigen Namen erreichten die Hamborner die Aufstiegsrunde zur Gauliga Niederrhein, in der sich die Gelb-Weißen zusammen mit dem Duisburger SpV durchsetzen konnten. In der Aufstiegssaison 1943/44 erreichten die Hamborner den sechsten Platz.
Nach Kriegsende wurde bei den Gelb-Weißen zunächst Kreisklassenfußball geboten, ehe die Mannschaft im Jahre 1953 in die Bezirksklasse aufstieg. Zwei Jahre später folgte der Abstieg, dem der direkte Wiederaufstieg folgte. Als Aufsteiger wurden die Hamborner 1957 Vizemeister hinter dem SV Beeckerwerth. In den folgenden Jahren kam die Mannschaft nicht mehr über Bezirksligafußball hinaus. Im Jahre 2013 stiegen die Gelb-Weißen in die Kreisliga B ab und schafften zwei Jahre später den Wiederaufstieg.

## Persönlichkeiten
- Ludwig Bartholot
- Helmut Sadlowski